# Luposicya lupus
A Luposicya lupus a csontos halak (Osteichthyes) főosztályának a sugarasúszójú halak (Actinopterygii) osztályába, ezen belül a sügéralakúak (Perciformes) rendjébe, a gébfélék (Gobiidae) családjába és a Gobiinae alcsaládjába tartozó faj.
Nemének egyetlen faja.

## Előfordulása
A Luposicya lupus az Indiai-óceánban és a Csendes-óceán nyugati felén fordul elő. Mozambiktól Indonézián keresztül, egészen Japán déli részéig megtalálható. Újabban Tonga körül is észrevették.

## Megjelenése
Ez a gébféle legfeljebb 3,5 centiméter hosszú. Hátúszóján 7 tüske látható.

## Életmódja
Mérsékelt övi és tengeri hal, amely a korallzátonyokon él, körülbelül 15 méteres mélységben. A vízalatti sziklaszirteken levő nagy méretű szivacsokban (Porifera) és a szarukorallok (Alcyonacea) alsó részein található meg. A gyenge áramlásokat kedveli.